# Michele Comella
Michele Comella (Casaluce, 27 settembre 1856 – Casaluce, 27 maggio 1926) è stato un pittore e fotografo italiano.

## Biografia
Si formò inizialmente a Napoli, presso l'Accademia di Belle Arti, ma presto tornò nella natia Casaluce, dove dipinse paesaggi con scene di genere di vita quotidiana. Partecipò anche alla decorazione della Cappella di San Luciano nella chiesa parrocchiale dell'Assunta a Lusciano, con un affresco raffigurante la Gloria del Santo e quattro tondi raffiguranti verosimilmente le quattro virtù. Mandò i Regi laghi di Carditello alla Mostra di Genova del 1889; Triste vedovanze all'Esposizione Nazionale di Palermo del 1891-1892; Dolore alla Promotrice napoletana del 1904 di Salvator Rosa; e La modella preferita insieme a Le filatrici alla stessa mostra nel 1906.